# Salto do Itararé
Salto do Itararé é um município brasileiro do estado do Paraná.

## Etimologia
De origem geográfica, referência a queda d'água existente no Rio Itararé, próximo a sede municipal. O termo "Itararé" é de origem Tupi, "I'ta" = pedra + "ra'ré" = escavada, ôca: Lapa cavada pelas águas, conduto subterrâneo, sumidouro, pedra que o rio cavou.

## História
Os primeiros colonizadores do município de Salto do Itararé eram mineiros e tropeiros, que se instalaram na área no final do século XIX.
Esta região era totalmente despovoada até meados de 1850. As incursões feitas pelo homem branco davam-se em casos esporádicos, quase sempre por motivos de ordem militar. O norte do Paraná começou a ser colonizado a partir da criação da Colônia Militar do Jataí, em 1855. Mais tarde inúmeros núcleos de povoamento e colonização eclodiram ao redor de Salto do Itararé, ainda no século XIX.
No começo da colonização, os mateiros, homens experimentados em cortar sertão bruto, corriam a região, à procura de manchas de terras roxas, requeriam para si, ou as repassavam adiante, assim muitas concessões de terras foram conseguidas a preços irrisórios, ainda em tempos do regime imperial.
O primeiro nome dado ao núcleo de colonização que originou o atual município de Salto do Itararé foi Balsa dos Índios. Nesta época era grande o número de tribos indígenas que permeavam o sertão, daí a referência histórica.
Narciso Marinho foi o primeiro proprietário de terras desta imensa área, que neste período era território pertencente ao município de São José da Boa Vista. Antevendo o progresso regional, Narciso Marinho loteou grande parte de sua gleba, vendendo-a para famílias vindas de Minas Gerais. Não demorou muito e formou-se um povoado, que cresceu e consolidou-se.
Pela Lei nº 8, de 24 de janeiro de 1901, foi criado o Distrito Judiciário de Salto do Itararé, com território pertencente ao município de São José da Boa Vista. Quando houve a Divisão Territorial de 1936, Salto do Itararé aparecia como Distrito Judiciário de Siqueira Campos, sendo que no ano de 1943 foi elevado à categoria de Distrito Administrativo.
Em 25 de julho de 1960, através da Lei Estadual n° 4.245, sancionada pelo governador Moysés Lupion de Troia, foi criado o município de Salto do Itararé, com território desmembrado do município de Siqueira Campos. A instalação oficial deu-se no dia 15 de novembro de 1961, sendo primeiro prefeito municipal, nomeado, Mário Bruno.

## Geografia
Possui uma área de 200,517 km², representando 0,1006% do estado, 0,0356% da região e 0,0024% de todo o território brasileiro. Localiza-se a uma latitude 23º36'06" sul e a uma longitude 49º37'33" oeste, estando a uma altitude de 502 metros. Sua população estimada em 2005 era de 5.041 habitantes.

### Demografia
Dados do Censo - 2000
População total: 5.549
- Urbana: 3.419
- Rural: 2.130
- Homens: 2.828
- Mulheres: 2.721

Densidade demográfica (hab./km²):
Mortalidade infantil até 1 ano (por mil):
Expectativa de vida (anos):
Taxa de fecundidade (filhos por mulher):
Taxa de alfabetização:
Índice de Desenvolvimento Humano (IDH-M): 0,695
- IDH-M Renda: 0,608
- IDH-M Longevidade: 0,694
- IDH-M Educação: 0,784

## Administração
- Prefeito:  Paulo Sérgio Fragoso da Silva (2020/2024)
- Vice-prefeito: Claudeci José de Oliveira (2020/2024)
- Presidente da câmara:

## Esporte
A cidade de Salto do Itararé já possuiu um clube no Campeonato Paranaense de Futebol, o Sport Club Saltense

## Personalidade Oriundas de Salto do Itararé
Luide Matos é podcaster, Streamer e Youtuber.